# 朱大韶
朱大韶（1517年—1577年），字象玄，號文石，直隸松江府華亭縣人，軍籍，明朝政治人物。

## 生平
嘉靖二十二年（1543年）癸卯科應天鄉試第二名舉人，二十六年（1547年）中式丁未科會試第二百二十名，三甲第一百七十五名進士。改翰林院庶吉士，二十八年（1549年）十月授檢討，三十四年（1555年）三月升南京國子監司業。

## 家族
曾祖朱瑄，山西按察司副使，進階中議大夫贊治尹；祖父朱憲，南京天策衛經歷；父朱良諷，封翰林院檢討。母張氏。具慶下。弟朱大章、朱大英。孫朱積，崇禎十六年進士。